# Atletismo nos Jogos Pan-Americanos de 1983 - 3000 m com obstáculos masculino
A prova dos 3000 m com obstáculos masculino nos Jogos Pan-Americanos de 1983 foi realizada em Havana, Cuba.

## Medalhistas
| Ouro                   | Prata                       | Bronze                  |
| Emilio Ulloa CHI Chile | Carmelo Ríos PUR Porto Rico | Greg Duhaime CAN Canadá |

## Resultados
| Posição           | Nome              | Nacionalidade         | Tempo    | Notas |
| ----------------- | ----------------- | --------------------- | -------- | ----- |
| Medalha de ouro   | Emilio Ulloa      | CHI Chile             | 8:57.62  |       |
| Medalha de prata  | Carmelo Ríos      | PUR Porto Rico        | 9:01.47  |       |
| Medalha de bronze | Greg Duhaime      | CAN Canadá            | 9:06.03  |       |
| 4                 | Dave Daniels      | USA Estados Unidos    | 9:08.73  |       |
| 5                 | Rafael Colmenares | VEN Venezuela         | 9:15.04  |       |
| 6                 | José Martínez     | VEN Venezuela         | 9:26.22  |       |
| 7                 | Tyrone Thibou     | ANT Antígua e Barbuda | 10:23.00 |       |